# All-Ireland Senior Football Championship 1976
L'All-Ireland Senior Football Championship 1976 fu l'edizione numero 90 del principale torneo di calcio gaelico irlandese. Dublino batté in finale Kerry ottenendo la ventunesima vittoria della sua storia.

## Semifinali
| Dublino 8 agosto 1976 | Kerry | 5-14 – 1-10 | Derry | Croke Park |

| Dublino 29 agosto 1976 | Dublino | 1-08 – 0-08 | Galway | Croke Park |

### Finale
| Dublino 26 settembre 1976 | Dublino | 3-08 – 0-10 | Kerry | Croke Park (73588 spett.) |